# Spoorlijn 26B
Spoorlijn 26B is een Belgische spoorlijn tussen Schaarbeek en de aftakking Y Haren Noord aan 27 via het Vormingsstation van Schaarbeek. In 2020 werd het nieuw tracé geopend voor goederentreinen en kwam spoorlijn 26A te vervallen.

## Geschiedenis
Spoorlijn 26B werd in 1926 aangelegd als verbindingslijn in de goederenbundel van Schaarbeek. Oorspronkelijk had deze het lijnnummer 91C. 
De lijn was dubbelsporig uitgevoerd. De referentiesnelheid bedroeg 40 km/u.

## Huidige toestand
De lijn werd opgebroken om ruimte te maken voor de aanleg van lijn 25N.
In Oktober 2020 werd er een nieuw tracé geopend ter vervanging van spoorlijn 26A die moest opgebroken worden door een koninklijk besluit, dit nieuwe trace bevat  Een deel van het bestaande spoortraject bestond al maar er moest toch iets meer dan een kilometer nieuw spoor aangelegd worden tussen het station van Schaarbeek en het belangrijke spoorknooppunt “Zennebrug”, vlak aan het kanaal van Brussel, Ook werd er een nieuwe tunnel gebouwd onder spoorlijn 25N. 

## Aansluitingen
In de volgende plaatsen is of was er een aansluiting op de volgende spoorlijnen:
Schaarbeek-Vorming
Spoorlijn 26 tussen Schaarbeek en Halle
Spoorlijn 26A tussen Schaarbeek en Y Haren Noord
Spoorlijn 27D tussen Brussel Noord en Schaarbeek-Vorming
Spoorlijn 27E in de bundel van Schaarbeek-Vorming
Spoorlijn 27F in de bundel van Schaarbeek-Vorming
Y Haren Noord
Spoorlijn 27 tussen Brussel-Noord en Antwerpen-Centraal